# تپه گراودین
تپه گراودین مربوط به عصر آهن ۲ و ۳ است و در شهرستان گلوگاه، بخش مرکزی، شمال شهر گلوگاه واقع شده و این اثر در تاریخ ۲۶ اسفند ۱۳۸۶ با شمارهٔ ثبت ۲۲۰۲۴ به‌عنوان یکی از آثار ملی ایران به ثبت رسیده است.